# British Aerospace Jetstream

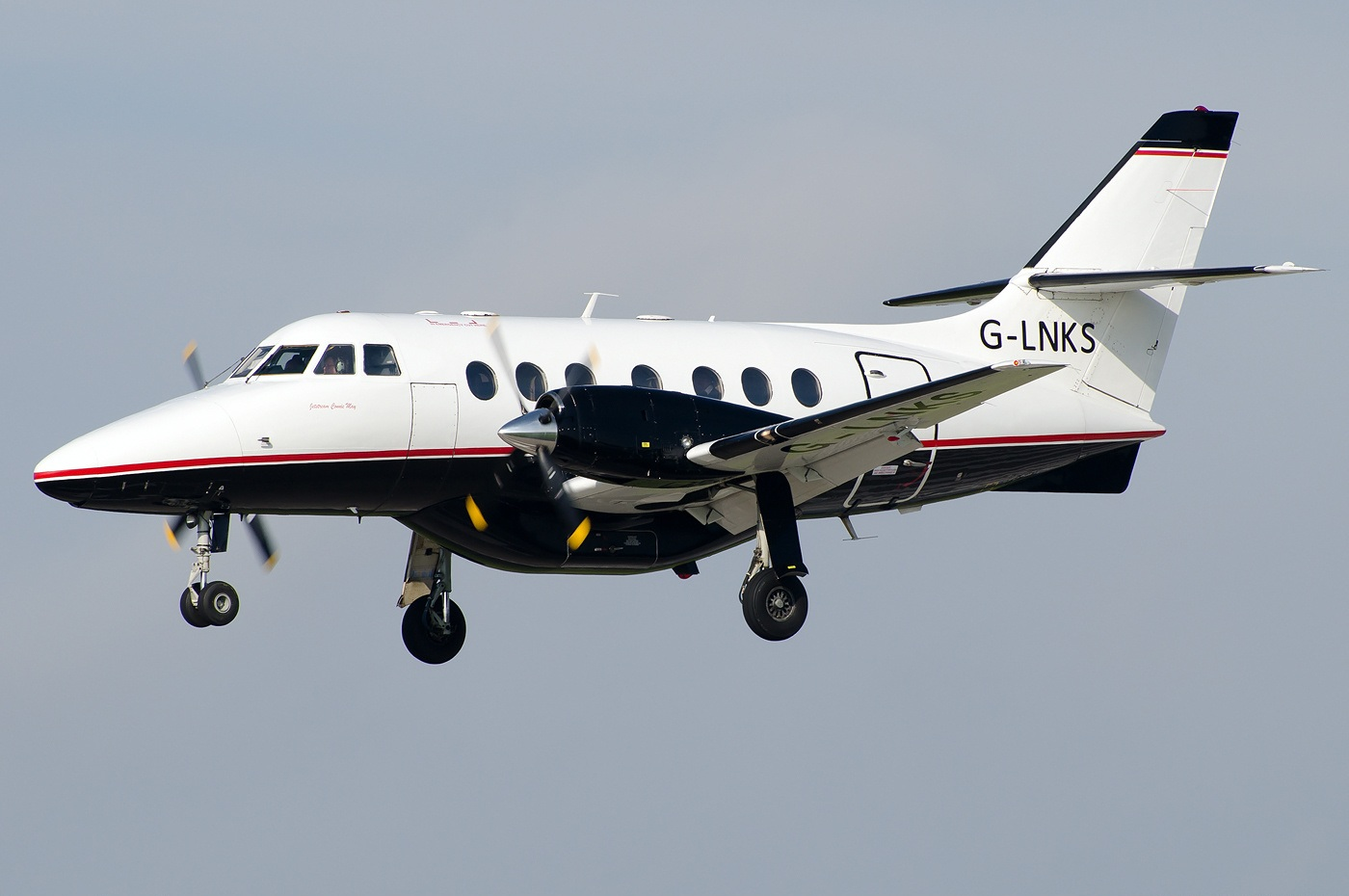
Jetstream 31 de Linksair aterrizando en el Aeropuerto de Leeds Bradford

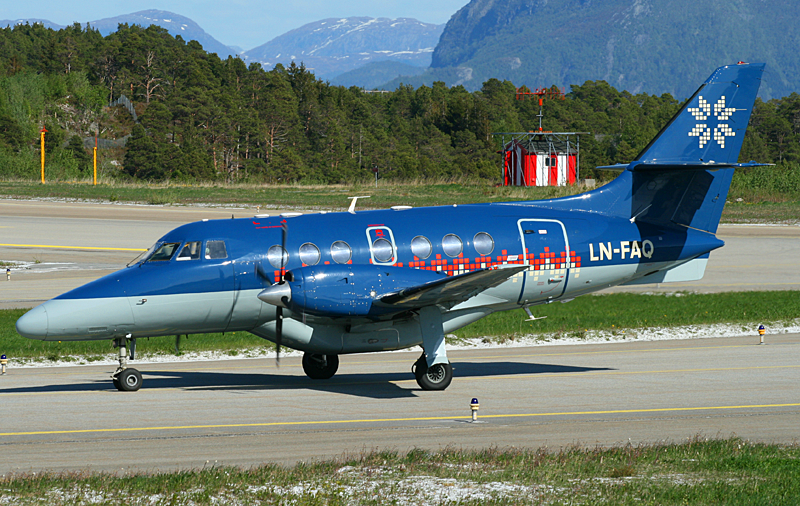
Jetstream 31 de Coast Air

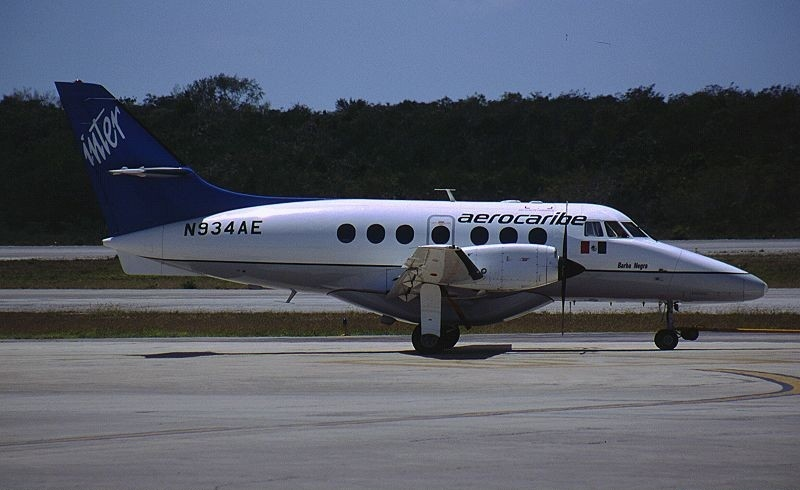
BAe 3132 de Aerocaribe en el Aeropuerto Internacional de Cancún

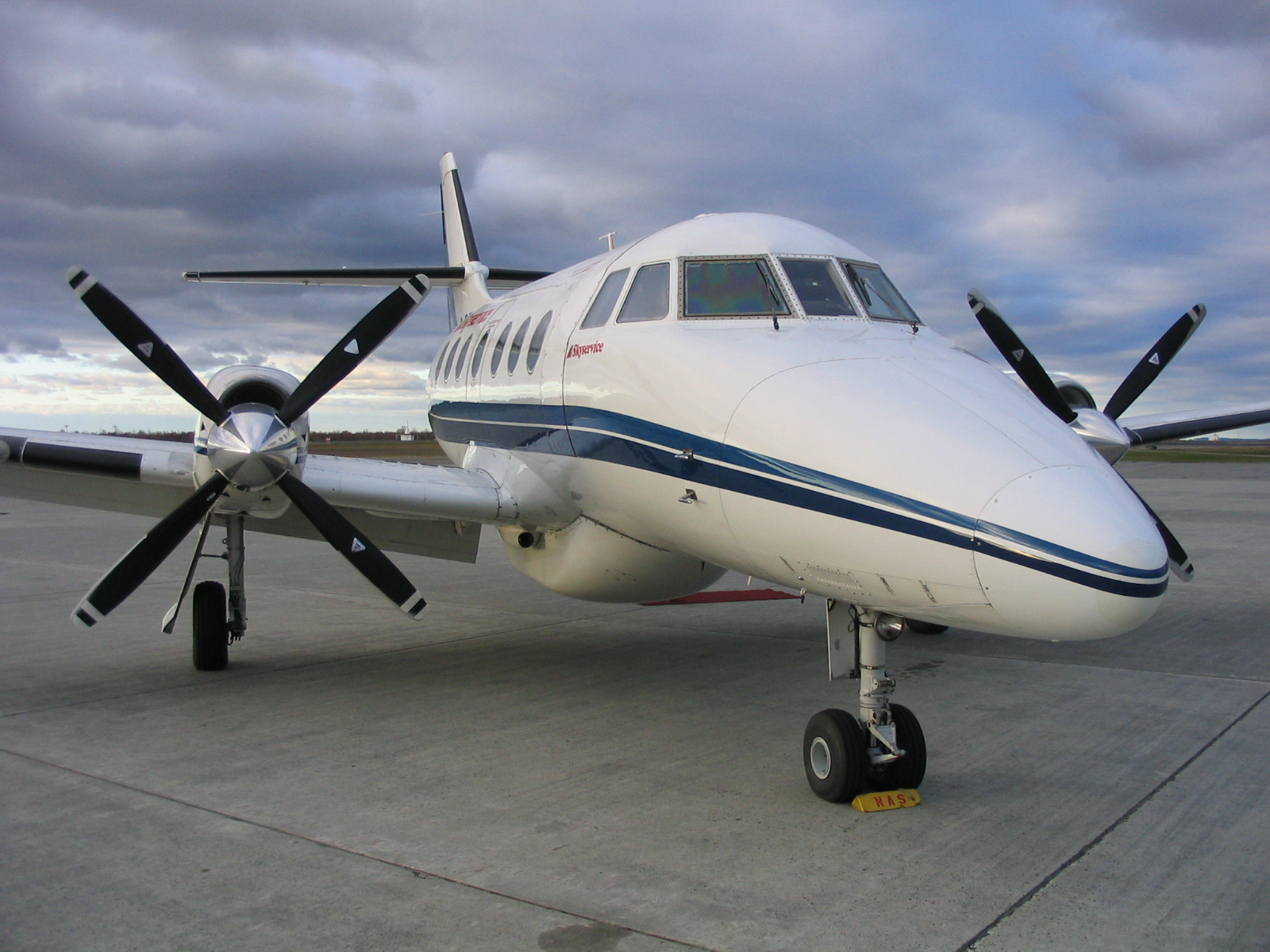
Jetstream 31 en el Aeropuerto de Sudbury

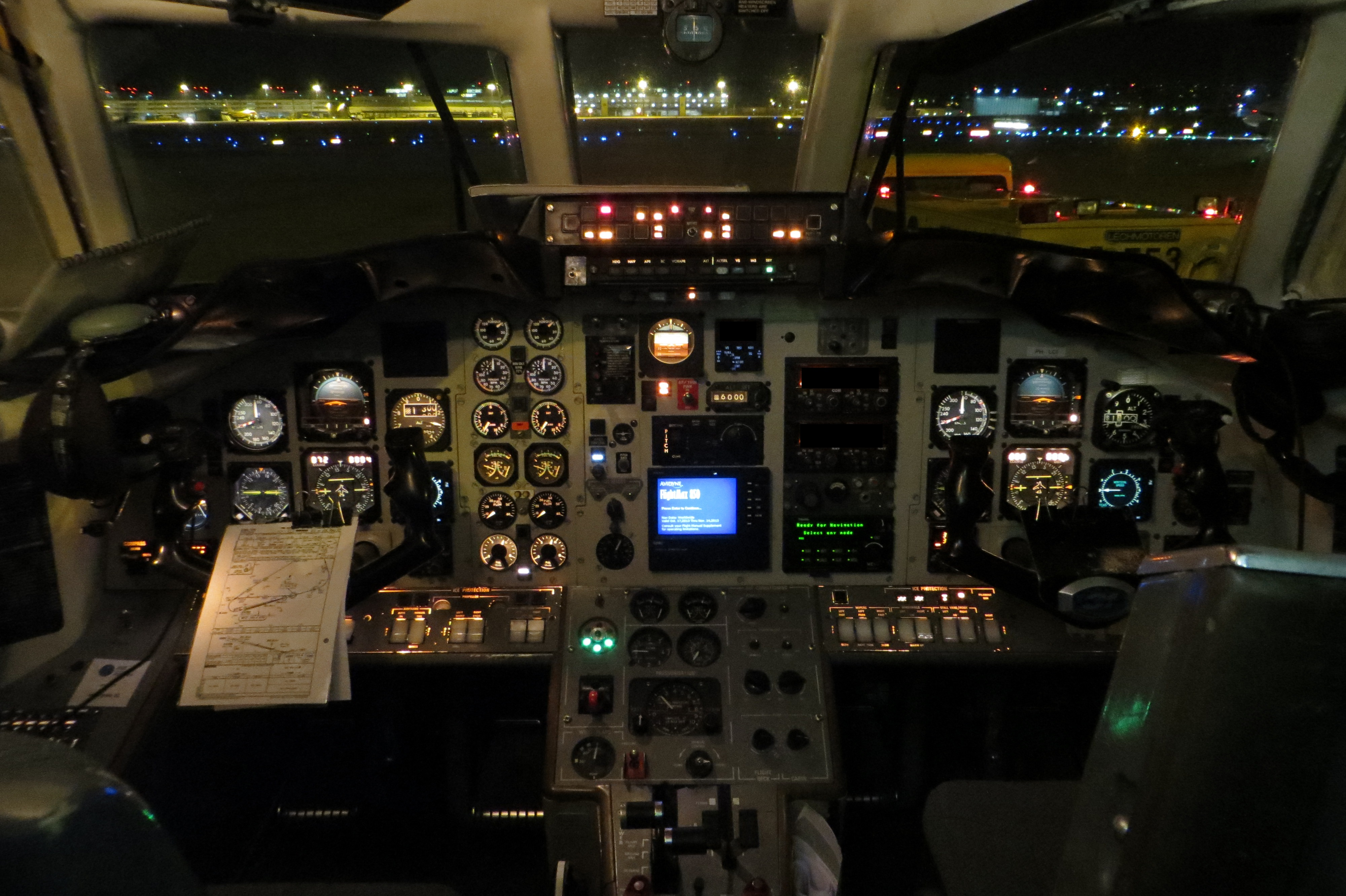
Cabina del Jetstream 31

El British Aerospace Jetstream es un pequeño avión comercial de doble turbohélice con fuselaje presurizado desarrollado como Jetstream 31 a partir del Handley Page Jetstream.

## Desarrollo
Después de que Scottish Aviation se declarara en quiebra y se fusionara con British Aerospace en 1978, BAE decidió que el diseño era digno de mayor desarrollo, y comenzó a trabajar en un "Mark 3" Jetstream. Al igual que el anterior Jetstream 3M, la nueva versión fue remotorizada con los nuevos turbohélices Garret que ofrecía más potencia e intervalos más prolongados de revisión que los motores Turbomeca Astazou. Los nuevos motores permitieron que la aeronave se ofreciera con opción de 18 asientos en configuración 2+1 con pasillo interior, además que dichos motores tenían la opción de usar metanol/agua para funcionar a máxima potencia en una mayor cantidad de aeródromos.
El resultado fue el Jetstream 31, que voló por primera vez el 28 de marzo de 1980, siendo certificado en el Reino Unido el 29 de junio de 1982. La nueva versión demostró ser tan popular como Handley Page esperaba que lo fuera el modelo original y varios cientos de Jetstream 31 Fueron construidos durante los años ochenta. En 1985, se planeó una nueva actualización del motor, el Jetstream Super 31 que voló en 1988, también conocido como Jetstream 32. La producción continuó hasta 1993, momento en el cual se habían producido en total 386 aeronaves. Cuatro Jetstream 31 modificados como Jetstream T3 fueron pedidos por la Royal Navy para entrenar a los observadores de radar, pero después fueron utilizados para transporte VIP.

## Diseño
El fuselaje de la aeronave está hecho de una estructura semi-monocasco de aluminio capaz de contener hasta 19 pasajeros cons instalaciones sanitarias, también se puede configurar como ambulancia aérea para un máximo de 4 pacientes y un máximo de 7 asistentes médicos. La presurización y el aire acondicionado son proporcionados por un sistema de purga de aire del motor, con aire caliente proporcionado al nivel del piso y aire frío a través de las salidas de techo. El avión está equipado con tren de aterrizaje triciclo retráctil accionado hidráulicamente con ruedas Dunlop.

## Variantes
Jetstream 31 Airliner
Avión comercial para 18 o 19 pasajeros
Jetstream 31 Corporate
Avión ejecutivo para 12 pasajeros
Jetstream 31EP
Versión con rendimiento mejorado (Enhanced Performance).
Jetstream 31EZ
Versión de patrulla marítima.
Jetstream Executive Shuttle
Versión ejecutiva del Jetstream 31EP para 12 pasajeros.
Jetstream 31 Special
Avión de transporte utilitario.
Jetstream 32EP
Versión con rendimiento mejorado (Enhanced Performance) para 19 pasajeros.

## Operadores

### América
Honduras
Lanhsa (5)
Aerolíneas Sosa (2)
 México
Aerocaribe (1)
República Dominicana
Air Century SA (2)

### Europa
Reino Unido
- Loganair (3)[3]

## Accidentes e incidentes
- El 26 de mayo de 1987, un vuelo de Continental Express, operado por Air New Orleans con un British Aerospace BAe Jetstream 31 (Registro N331CY) que volaba como vuelo 2962, se estrelló justo después del despegue del Aeropuerto Internacional de Nueva Orleans. El avión se estrelló en ocho carriles de tráfico y posteriormente lesionó a dos personas en el suelo. No hubo víctimas fatales entre los 11 ocupantes.
- El 26 de diciembre de 1989, el vuelo 2415 de United Express operado por N410UE de North Pacific Airlines se estrelló cerca de la pista en el Aeropuerto de Tri-Cities, Washington, EE. UU. La tripulación ejecutó un enfoque ILS excesivamente empinado e inestable. Ese enfoque, junto con los comandos de control de tráfico aéreo y la formación de hielo en la aeronave inadecuados, causó que la aeronave se detuviera. Ambos tripulantes y los cuatro pasajeros murieron.
- El 12 de marzo de 1992, un Jetstream 31 de USAir Express se estrelló en el aterrizaje en el Aeropuerto McGhee Tyson cerca de Knoxville, Tennessee, después de que el piloto no pudo bajar el tren de aterrizaje. No había pasajeros a bordo, sin embargo, los 2 miembros de la tripulación murieron.
- El 1 de diciembre de 1993, el vuelo 5719 de Northwest Airlink tuvo un vuelo controlado contra el terreno que mató a todos los tripulantes y pasajeros.
- El 13 de diciembre de 1994, el vuelo 3379 de Flagship Airlines se estancó y se estrelló mientras se aproximaba al Aeropuerto Internacional de Raleigh-Durham en los Estados Unidos, matando a 13 de los 18 pasajeros y ambos miembros de la tripulación. El capitán pensó erróneamente que un motor había fallado y decidió abandonar el enfoque del aterrizaje, luego perdió el control de la aeronave.
- El 21 de mayo de 2000, un Jetstream 31 de Servicios de Aviación de la Costa Este (N16EJ) se estrelló contra el terreno en el segundo acercamiento al Aeropuerto Internacional Wilkes-Barre/Scranton, matando a los 19 ocupantes.
- El 8 de julio de 2000, el vuelo 7831 de Aerocaribe se estrelló contra una zona montañosa cuando el avión se aproximaba al Aeropuerto Internacional Carlos Rovirosa Pérez y mató a los 19 pasajeros y la tripulación.
- El 19 de octubre de 2004, el vuelo 5966 de Corporate Airlines se estrelló cuando se aproximaba al Aeropuerto Regional de Kirksville y causó la muerte de 13 de los 15 pasajeros y tripulantes.
- El 18 de noviembre de 2004, el vuelo 213 de Venezolana se estrelló contra una estación de bomberos al aterrizar en el Aeropuerto Internacional de Maiquetía Simón Bolívar, en Venezuela, después de un vuelo desde el Aeropuerto Juan Pablo Pérez Alfonso. Cuatro pasajeros murieron de los 21 pasajeros y tripulación a bordo.
- El 8 de febrero de 2008, el vuelo 2279 de Eagle Airways fue secuestrado por un pasajero de Nueva Zelanda justo después de despegar del aeropuerto de Woodbourne. El copiloto logró frenar al secuestrador y la aeronave aterrizó de manera segura en el Aeropuerto Internacional de Christchurch. Los dos pilotos y un pasajero resultaron heridos en el secuestro.
- El 8 de marzo de 2012, un Jetstream 31 de Links Air, que opera el vuelo 302 de Manx2, desde el Aeropuerto Internacional de Leeds Bradford, Reino Unido hasta el Aeropuerto de Ronaldsway, en la isla de Man, se salió de la pista al aterrizar en Ronaldsway. El avión se dañó sustancialmente cuando el tren de aterrizaje de estribor colapsó. No hubo heridos entre los doce pasajeros y los dos tripulantes.
- Tras el accidente del 8 de marzo de 2012, el mismo Jetstream 31 sufrió un incidente similar, nuevamente operado por Links Air bajo un nuevo registro, cuando se estrelló en el aeropuerto Robin Hood de Doncaster en un vuelo desde Belfast el 15 de agosto de 2014. Este incidente ocurrió después Informó problemas con su tren de aterrizaje durante el aterrizaje. El pasajero solo fue llevado al hospital por lesiones menores reportadas.
- El 12 de octubre de 2014, un motor de un avión Jetstream 32 perteneciente a Air Century Airlines se incendió mientras aterrizaba después de un vuelo chárter desde el aeropuerto internacional Luis Muñoz Marín en Puerto Rico al aeropuerto internacional de Punta Cana en la República Dominicana. El avión fue destruido en el incendio posterior. No hubo heridos entre los 13 pasajeros y dos miembros de la tripulación en el vuelo, la tripulación manejó la situación de manera oportuna y profesional, evitando víctimas.
- En julio de 2018, un motor de un avión Jetstream 32 perteneciente a Servicios Aéreos Profesionales (SAP Air) falló en la escalada a 5000 pies a la salida del aeropuerto de Santa Clara (SNU), Cuba. El avión, que llevaba un equipo de posicionamiento para Thomas Cook Airlines, regresó al aeropuerto.
- El 7 de agosto de 2019, la aeronave Jetstream 31 con matrícula HK-4540, sufrió una excursión de pista durante el aterrizaje en el Aeropuerto José Celestino Mutis en Bahía Solano.
- El 17 de marzo de 2025, el vuelo 018 de LANHSA, un Jetstream 32 con matrícula HR-AYW, se estrelló en el océano poco después de haber despegado del Aeropuerto Internacional Juan Manuel Gálvez en Roatán con destino al Aeropuerto Internacional Guillermo Anderson en La Ceiba. Las autoridades confirmaron 12 muertos, 5 heridos, y un desaparecido.

## Especificaciones (Jetstream 31)

### Características generales
- Tripulación: 2
- Capacidad: 19 pasajeros
- Longitud: 14,4 m (47,1 ft)
- Envergadura: 15,9 m (52 ft)
- Altura: 5,3 m (17,5 ft)
- Superficie alar: 25,2 m² (271,3 ft²)
- Perfil alar: NACA 63A418 en la raíz, NACA 63A412 en la punta
- Peso vacío: 4360 kg (9609,4 lb)
- Peso máximo al despegue: 6950 kg (15 317,8 lb)
- Planta motriz: 2× turbohélice Garrett TPE331-10UG.
  - Potencia: 701 kW (940 HP; 953 CV) cada uno.
- Hélices: 1× cuadripala por motor.

### Rendimiento
- Velocidad nunca excedida (Vne): 488 km/h (303 MPH; 263 kt)
- Velocidad crucero (Vc): 426 km/h (265 MPH; 230 kt)
- Velocidad de entrada en pérdida (Vs): 159 km/h (99 MPH; 86 kt)
- Alcance: 1260 km (680 nmi; 783 mi)
- Techo de vuelo: 7620 m (25 000 ft)
- Régimen de ascenso: 10,6 m/s (2087 ft/min)
- Carga alar: 276 kg/m² (56,5 lb/ft²)